# Millbrook (Alabama)
Millbrook è un comune degli Stati Uniti d'America situato nelle contee di Elmore, Autauga dello Stato dell'Alabama.

## Città e paesi vicini
- Coosada
- Elmore
- Prattville
- Deatsville
- Montgomery
- Wetumpka
- Blue Ridge
- Autaugaville

## Geografia fisica
Millbrook è situata a 32°29'51.454" N, 86°22'6.762" O. L'U.S. Census Bureau certifica che il paese occupa un'area totale di 25,10 km², di cui 24,70 km² composti da terra e i rimanenti 0,40 km² composti di acqua.

## Società

### Evoluzione demografica
Al censimento del 2000, risultano 10.386 abitanti, 3.660 nuclei familiari e 2.931 famiglie residenti in città. La densità della popolazione è di 413,78 ab./km². Ci sono 3.897 alloggi con una densità di 158,10/km². La composizione etnica della città è 79,86% bianchi, 17,11% neri o afroamericani, 0,55% nativi americani, 0,57% asiatici, 0,02 isolani del Pacifico, 0,56 di altre razze, e 1,34% meticci. Lo 1,44% della popolazione è ispanica.
Dei 3.660 nuclei familiari, il 45,70% ha figli di età inferiore ai 18 anni che vivono in casa, il 64,50% sono coppie sposate che vivono assieme, il 12,20% è composto da donne con marito assente, e il 19,90% sono non-famiglie. Il 16,70% di tutti i nuclei familiari è composto da singoli e il 4,80% da singoli con più di 65 anni di età. La dimensione media di un nucleo familiare è di 2,84 mentre la dimensione media di una famiglia è di 3,21.
La suddivisione della popolazione per fasce d'età è la seguente: 31,70% sotto i 18 anni, 7,70% dai 18 ai 24, 34,50% dai 25 ai 44, 19,10% dai 45 ai 64, e 7,00% oltre i 65 anni. L'età media è 31 anni. Per ogni 100 donne ci sono 95,00 uomini. Per ogni 100 donne sopra i 18 anni ci sono 90,60 uomini.
Il reddito medio di un nucleo familiare è di 43.838$, mentre per le famiglie è di 47.004$. Gli uomini hanno un reddito medio di 34.893$ contro i 23.998$ delle donne. Il reddito pro capite della città è di 17.189$. Il 8,90% della popolazione e il 7,40% delle famiglie è sotto la soglia di povertà. Sul totale della popolazione, il 13,30% dei minori di 18 anni e il 5,70% di chi ha più di 65 anni vive sotto la soglia di povertà.